# Farkas Tibor (politikus)

A boldogfai Farkas család címere.

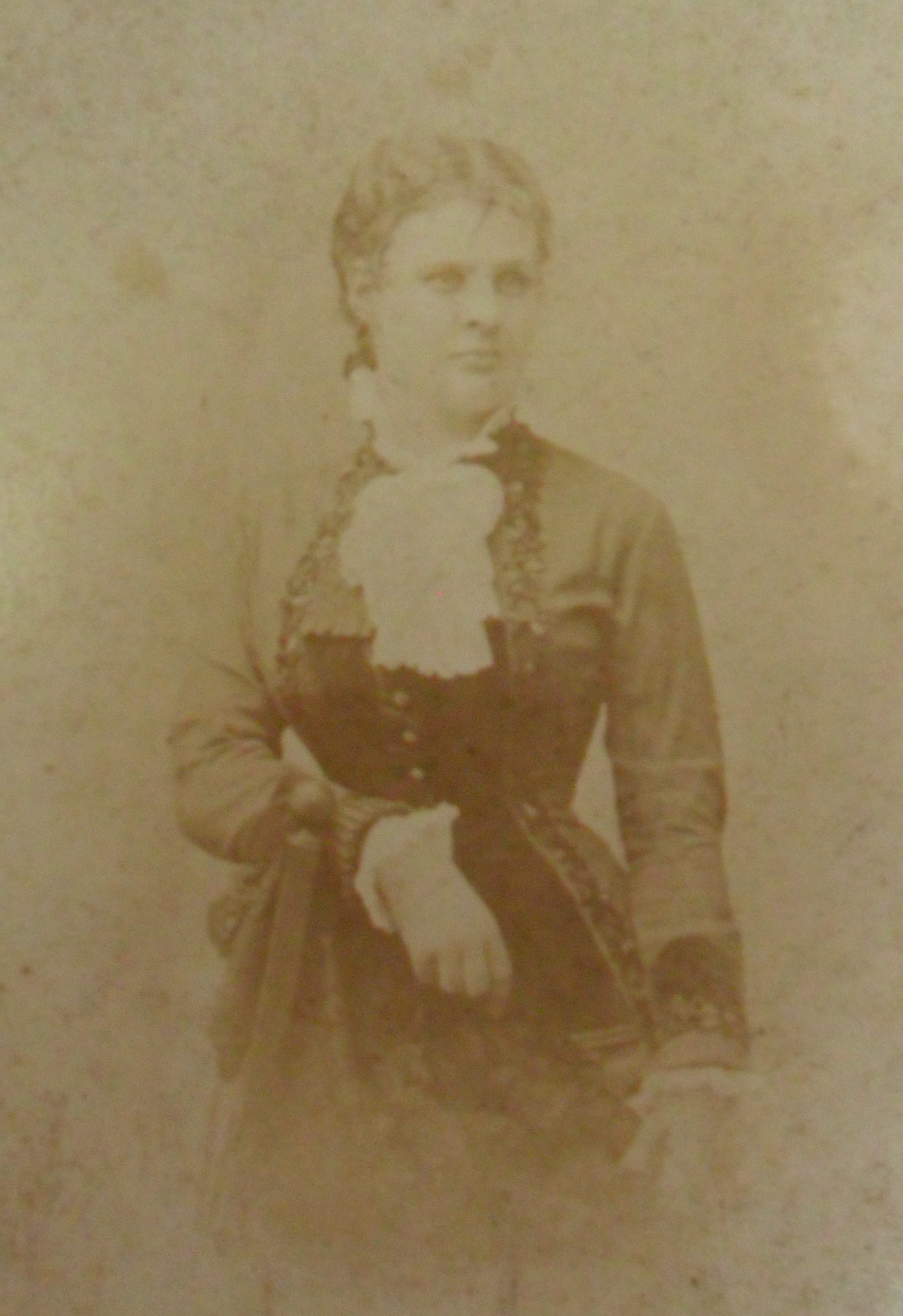
Boldogfai Farkas Józsefné lovászi és szentmargitai Sümeghy Rozália (1857–1924), dr. boldogfai Farkas Tibor édesanyja

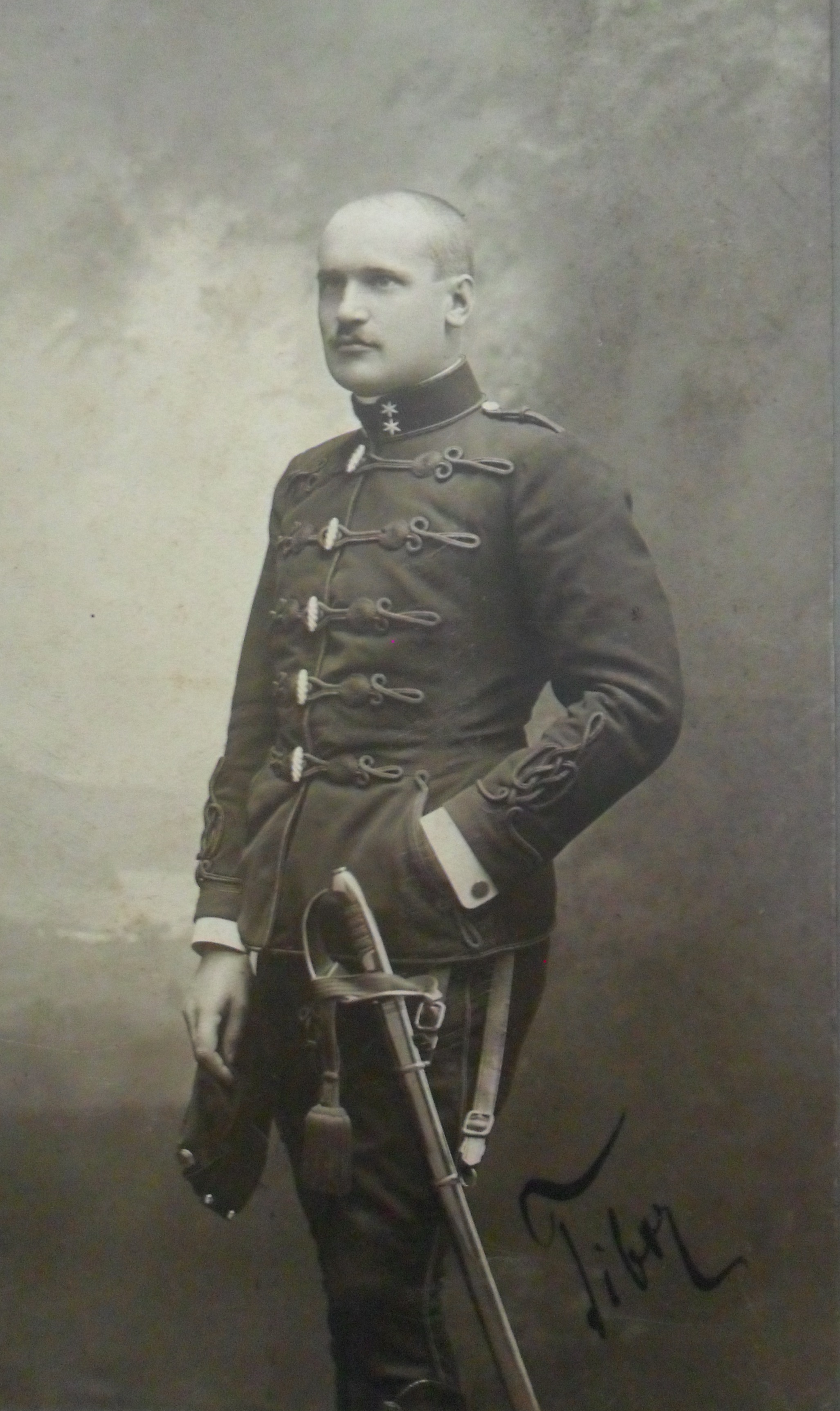
Farkas Tibor tartalékos huszárkapitány

Boldogfai Farkas Tibor József Imre (Felsőbagod, 1883. április 14. – Zalaegerszeg, 1940. március 26.) jogász, nagybirtokos, nemzetgyűlési képviselő (1922–1926), majd országgyűlési képviselő (1931–1935), ügyvéd, a császári és királyi 11. huszárezred tartalékos kapitánya, Zala vármegye törvényhatósági és közigazgatási bizottságainak a tagja, valamint az Országos Kaszinónak tagja, a bronz Signum Laudisszal és a Károly-csapatkereszt tulajdonosa. A legitimizmus egyik kiemelkedőbb képviselője.

## Élete

### Családja és származása
Boldogfai Farkas Tibor a Zala vármegyei tekintélyes nemesi származású boldogfai Farkas családban született. Apja, boldogfai Farkas József (1857–1951), jogász, országgyűlési képviselő, földbirtokos, anyja, a lovászi és szentmargitai Sümeghy család sarja lovászi és szentmargitai Sümeghy Rozália (1858–1924) volt. Apai nagyapja, boldogfai Farkas Imre (1811–1876), jogász, földbirtokos, táblabíró, aki a zalaegerszegi főszolgabíró volt az 1848-as forradalom alatt. Anyai nagyapja, lovászi és szentmargitai Sümeghy Ferenc (1819–1869), jogász, söjtöri földbirtokos, aki szintén főszolgabíró volt az 1848-as forradalom alatt, majd később, országgyűlési képviselő 1865-ben és 1869-ben, és egyben Deák Ferencnek jó barátja is volt. Anyai nagyanya, Sümeghy Ferencné sellyei Séllyey Magdolna (1822–1901) volt, akinek az apja, séllyei Séllyey Elek (1788–1850), zalai alispán, jogász, földbirtokos. A lovászi és szentmargitai Sümeghy család révén leszármazottja volt a nádasdi Nádasdy-, a Buzád-Hahót nembeli csányi Csány-, a meszléni Meszlényi- és több más előkelő családnak is. 
Farkas Tibornak az apai nagyapai dédszülei boldogfai Farkas János (1774–1847), táblabíró, Zala vármegye helyettes alispánja 1832–1835 között, földbirtokos, és a besenyői és velikei Skublics család sarja, besenyői és velikei Skublics Angéla Cecília (1775–1839) voltak. Anyai oldalon Farkas Tibor nagybátyja, nemes Csertán Károly (1845–1919) zalai alispán, földbirtokos, akinek a felesége, lovászi és szentmargitai Sümeghy Magdolna (1855–1929) volt. Farkas Tibor öccse, boldogfai Farkas Dénes (1884–1973), országgyűlési képviselő; bátyja, boldogfai Farkas Kálmán (1880–1944) zalai főszolgabíró volt. Farkas Tibor egyetlen apai ági unokatestvére dr. udvardi és básthi Udvardy Jenő kormányfőtanácsosné boldogfai Farkas Margit (1888–1972) úrnő, földbirtokos, a Zala megyei Magyar Nők Szentkorona Szövetségének az ügyvezető elnöke, a Göcseji Egyesület társelnöke.

### Fiatalkora
Elemi iskoláit magánúton, a középiskolát a bécsi Theresiánumban és magánúton végezte, Sopronban tette le az érettségit. A bécsi és a budapesti tudományegyetem jogi és államtudományi fakultását hallgatta és itt szerezte meg a jogi és államtudományi doktorátust. A doktorátus megszerzése után letette az ügyvédi vizsgát és 1910-ben Angliába ment, hol 3 évig a Cambridge-i Egyetem hallgatója volt. Fiatal korában, felsőőri Fábián Ilona (1874–1939), felsőőri Fábián János mérnök lánya, szerelmes volt Farkas Tiborba; a szerelem azonban nem volt kölcsönös, és addig Farkas Tibor inkább egyre jobban merült bele a jogi tanulmányaiba, Fábián Ilona végül hajadonként hunyt el. Farkas Tibor közgazdaságtant és közjogot tanított a London School of Economicson, és tapasztalatszerzés céljából körutakat tett Anglia ipari körzeteiben, hogy tanulmányozhassa a munkáskérdést és a sztrájkjogot. 1912-ben a londoni egyetemen előadást tartott a közgazdasági kérdésekről. 1913-ban visszatért Magyarországra, s bíróként dolgozott tovább.
1911 szeptemberében a londoni egyetem közgazdasági és politikai fakultása ciklikus előadások tartására meghívta Farkast, aki a tél folyamán három előadássorozatot tartott a magyar alkotmányról, az osztrák közgazdasági irodalom újabb irányairól és pénzügyi jog köréből. Természetesen nem először tartott előadásokat a londoni egyetemen, ismert magyarjog-tudós személyiség volt. 1913 szeptemberében, Farkas Tibor felsőbagodi ügyvédet, aki hosszú ideje tevékenykedett Nagykanizsán, az igazságügyi miniszter a monori királyi járás bírósághoz albírónak nevezte ki. 1914 februárjában az igazságügyminiszter Londonba küldte a sztrájkjog és munkáskérdés tanulmányozására. A háború kitörése félbeszakította londoni tartózkodását és mint tartalékos huszárhadnagy bevonult ezredéhez. Irodalmi téren kisebb értekezésein kívül. Az "Amethallikus" pénzformákról írt angol nyelven könyvet, de ez a közbejött háború miatt nem jelenhetett meg.
Az első világháború alatt a 11. huszárezred tagjaként teljesített szolgálatot, az olasz és orosz harctereken volt a háború végéig és az ellenség előtt tanúsított magatartásáért a bronz Signum Laudisszal és a Károly-csapatkereszttel tüntették ki. 1918-ban századosi rangban szerelt le. A Károlyi Mihály-kormány alatt behívták a bírósághoz, de arra való hivatkozással, hogy mint bírónak joga van a kormány rendelkezéseit bírálni, nem tette le a hivatali esküt, mert a kormányt törvénytelennek tartotta; ő és családja monarchista volt. A forradalom után visszavonult söjtőri birtokára és onnantól ott gazdálkodott. 1918-ban kapcsolódott be a politikába. Farkas Tibor igen jó barátságot ápolt miskei és monostori dr. Thassy Kristóf (1887–1959) országgyűlési képviselővel, akivel gyakran ment vadászni; másrészt szintén vitéz hertelendi és vindornyalaki Hertelendy József (1889–1933) pacsai szolgabíróval, uvardi és básti dr. Udvardy Jenő (1880–1941) kormányfőtanácsossal és feleségével Udvardy Jenőné boldogfai Farkas Margit (1888–1972) asszonnyal, valamint pálfiszegi Pálffy László (1872–1946) pacsai főszolgabíróval, aki egyben az apósa is lett. Farkas Tibornak és nejének, pálfiszegi Pálffy Juditnak a lakóhelye a bagodi boldogfai Farkas kúria, amelyet nagybátyjától, boldogfai Farkas Gábortól (1863–1926) örökölt.

### A meggyőződött legitimista politikus
Az 1922-es nemzetgyűlési választásokon mandátumot szerzett a zalaegerszegi választókerületben Friedrich István korábbi miniszterelnökkel és Briglevics Károly ügyvéddel szemben, és ettől fogva kisebb megszakításokkal egészen 1935-ig tagja volt az országgyűlésnek. Világnézetét a határozott legitimizmus jellemezte, a parlamentben tett felszólalásai is ezt tükrözték, emellett gyakran fejtette ki gondolatait a gazdatársadalom érdekében; számára az egyetlenegy lehetséges opció az 1920-as és 1930-as évek magyarországi politikai világában a Habsburgok visszatérése a trónra.
Saját indoklása szerint, ő azért nem tartozott politikai párthoz, és így jelöltette magát, mert „a legitimizmus nem fér bele egyik pártba se”. 1923. január 19-én Farkas Tibor a nemzetgyűlés ülésén Otto von Bismarck elveit a nemzetről példakép állítva, azt nyilatkozta, hogy „Ebben benne van az is, hogy igenis a nemzetnek, amely tudatában van annak, hogy köröskörül ellenségek veszik körül, hogy természetes határai nincsenek, számolnia kell azzal, hogy minden egyes tagjától fokozottabb szolidaritást vár el, hogy annak a nemzetnek számolnia kell azzal, hogy igenis vannak, lehetnek pillanatok, amikor minden társadalmi és osztálykülönbség nélkül egymás mellett kell állania mindenkinek, aki nem tartja magát konjunktúraembernek, megmondom őszintén, konjunktúrakereszténynek, konjunktúra-szociáldemokratának és konjunktúra-politikusnak, egyáltalában mindenkinek, aki képes arra, hogy a kellő pillanatban ráeszméljen, hogy egy földön, egy területen élő emberek között, kell hogy kifejlődjék egy olyan szolidaritás, amely minden körülmények között, ha jóakaratot lát, tud felejteni és tud megbocsátani.” A Horthy korszak alatti címzések és megszólítások inflációját ellenezte; nem tartotta helyesnek, hogy a „tekintetes úr” megszólítás leértékelődjön, és azt hogy ennyire sokan, és ennyire könnyelműen, az annál magasabb „méltóságos úr” megszólítással éljenek. Ezen állásponttal kapcsolatban, Farkas Tibor, azt állította hogy: „a tekintetes vármegyének tekintetes alispánjából miért legyen méltóságos alispán, és miért legyen Magyarországon eggyel több a méltóságos nyomorgó, ezt megérteni nem tudom, ebben eredményt nem látok.” Ez szoros összefüggésben állt azzal a hosszú parlamenti vitákkal, amelyek tárgyalták az alispánok előléptetését az V. fizetési osztályba, amelyet Farkas Tibor ellenzett. Ezekhez a fizetési és rangsori módosításokhoz Farkas Tibor azt jelentette ki, hogy „…közigazgatásunk nem tökéletes, hogy a közigazgatásnál igenis vannak bajok, ezt én tagadásba nem veszem, de e bajoknak nem az országos létszám hiánya és nem a különböző rangsor hiánya az oka, hanem az, hogy szerintem a közigazgatásban több szívnek, több szaktudásnak, több gerincnek kellene lennie, ezenfelül több szorgalomnak is.”. 1924-ben Farkas Tibor édesanyja, Farkas Józsefné Sümeghy Rozália elhunyt, és azután a Sümeghy család söjtöri földbirtokai felosztásra kerültek, és Tibor és testvérei földbirtokos helyzet kristályosodott ki a harmincas évek elejére. Farkas Tibor Alsóbagodban 149 kh-as, Felsőbagodon 66 kh-as, és Söjtörön egy 117 kh-as földbirtokkal rendelkezett: összesen 332 kataszteri holdja volt. 1924. október 31-én gróf Bethlen István miniszterelnök nagy beszédet tartott a házszabályrevizió mellett; két ellenzéki képviselő viszont nemegyetértést mutatva a miniszterelnökkel, 1924. november 20-án, gyulai Gaál Gaszton és Farkas Tibor kiléptek a parlamenti házszabályreviziós bizottságból.
1923-ban és 1924-ben a nemzetgyűlésen az legenergikusabb ellenzői a Nagyatádi Szabó István-féle földreformnak boldogfai Farkas Tibor és gyulai Gaál Gaszton legitimista politikusok voltak. 1924. február 15-én Farkas Tibor kijelenti azt, hogy "Engedje meg a tisztelt miniszter úr, hogy most meg Voltaire-re hivatkozzam, aki megírta, hogyha a szülőnek két gyermeke van, kik közül az egyik egészséges, a másik beteg, akkor a szülőbeteg gyermekét szereti jobban. Azt hiszem, hogy nagyatádi Szabó István miniszter úrnál is így van, a földreform novella, a legbetegebb törvény javaslata, tehát ezt szereti a legjobban." Azt magyarázta, hogy a földreform novella végrehajtása során ne létesítsenek addig középbirtokokat, címig kisbirtokok alakítására van szükség. Az alaptörvény még helyesen leszögezi ezt az álláspontot és csak nagyon kivételes esetekben tartja megengedhetőnek középbirtokok alapítását. Nincsen olyan nagy földbőségebben az országban, hogy ilyen luxust, engedhetnénk meg magunknak. Intézményesen kell tehát gálát vetni az ellen, hogy itt bizonyos érdeket vezettetve új középbirtokokat létesítsenek.
1925 szeptemberében Zala vármegye törvényhatósági ülésén a legitimista boldogfai Farkas Tibor képviselő helytelenítette a kormányzó születés- és névnapjának megülését. Tibor kihangsúlyozta, hogy „...minden pompával járó ünnepséget kerülni keli, mikor az ország csonka s királyság vagyunk király nélkül. Ha ünnepről lehetne szó, az csak gyászünnep lehetne”.

### A bankgassei rablás és a frankhamisítás leleplezésében
1925. novemberében az újságokban megjelent, hogy az 1919-es bankgassei milliók rablásának elszámolását újból felülvizsgálták. Farkas Tibor szívén viselte ezt az ügyet az elejétől fogva, és több ízben politikai nyomást gyakorolt, hogy a rablás tetteseit leleplezzék. Emiatt összetűzésbe is került Szmrecsányi Györggyel, aki feltehetőleg a botrányba volt belekeverve.. Szabó Imre szociáldemokrata képviselő néhány héttel korábban az úgynevezett bankgassei milliók ügyében a zárszámadási bizottság összehívását kérte. A bizottság elnöke, Paupera Ferenc a kérésnek eleget is tett és a bizottságot 1925. november 12-én délben ülésre hívta egybe. Azért választották anyai terminust, noha a házszabályok értelmében már két héttel azelőtt össze kellett volna hívni a bizottságot, mert Bethlen István gróf miniszterelnök kijelentette, hogy személyesen is részt kívánt venni a bizottság ülésén és az a nap előtt erre nem tudott magának időt szakítani. A bizottság kezdte meg tanácskozásait Bethlen István gróf miniszterelnök és Bud János pénzügyminiszter jelenlétében. A bizottság tanácskozásain, amelyeket bizalmasnak deklaráltak, nem bízva a tanácskozás becsületességében és igazságosságában Szeder Ferenc és boldogfai Farkas Tibor is megjelentek (akik nem tagjai a bizottságnak), de az elnöklő Paupera Ferenc tudomásukra hozta, hogy a bizottság határozata értelmében az ügyet zárt ülésen tárgyalják le és ezért kérte őket, hogy tekintsenek el a tanácskozáson való részvételtől. A képviselők erre eltávoztak a bizottság terméből. Farkas Tibor pedig az elnöki hivatalba ment és átnézte az új házszabályokat, amelynek értelmében csak a mentelmi és külügyi bizottság üléseit lehet zárt ülésnek deklarálni. Erre visszament a bizottság tárgyalására és óvást emelt az ellen, hogy zárt ülésen tárgyalják ezt a kérdést. Bethlen István gróf miniszterelnök és Paupera Ferenc erre közölték vele, hogy a bizottságnak joga van olyan határozatot hozni, amellyel tanácskozásait zártnak nyilvánítja. Farkas Tibor erre újból óvást emeltés azzal hagyta el a bizottság termét, hogy a dologról jelentést fog tenni a nemzetgyűlésnek.
1925-ben a Zalavármegyei Gazdasági Egyesület igazgatóválasztmányába választották meg. A Bankgassei rablás botránya után 1925 végén pedig a Frankhamisítási botrány robbant ki. Erre a parlamentben létrehoztak egy vizsgálóbizottság, amelynek az egyik főfeladata a frankhamisítványnak a megvizsgálása; a pártonkívüli képviselők és a baloldali pártok körében az a felfogás alakult ki, hogy Rassay Károly mellett Farkas Tiborra legalkalmasabb arra, hogy a bizottsági tagságot betöltse. Ugrón Gábor és Farkas Tibor között kellett választaniuk a szavazás alkalmával 1926. január 22-én a parlamentben. Ugron Gábor jelöltségét teljesen elejtették, így a szavazás eredménye az volt, hogy a pártonkívüliek közül Farkas Tibor 77, Rassay Károly 74 és Pallavicini György őrgróf 21 szavazatot kapott. Pallavicini tehát kibukott és a pártonkívüliek főrészéről Farkas Tibor és RassayKároly lettek a parlamenti vizsgálóbizottság tagjai.
1926 elején nagy vita zajlott a nemzetgyűlésen; Apponyi Albert gróf a kormány ellen szavazott, mert az ellenzékkel együtt elfogadta Farkas Tibor indítványát, amely tudvalevőleg a parlamenti vizsgálóbizottságnak hatósági jogkörrel való felruházását javasolta azzal, hogy a jogilag ekként felfegyverzett bizottság folytassa munkáját és a frankügy minden szereplőjét eskü alatt hallgassa ki. Azt követelték hogy azokat pedig, akik eddig nem óhajtottak megjelenni a bizottság előtt, vagy megjelenésük dacára sem akartak bizonyos kérdésekre felvilágosítást adni, a törvény kényszerítő eszközeivel kötelezhesse, tanuságtételre. A keresztény gazdasági pártnak elnöke, Zichy János gróf nagy figyelemmel hallgatta ugyan végig Bethlen István gróf beszédét, de a szavazás elől eltávozott. Az 1926. március 24-én tartott szavazás eredménye az volt, hogy a nemzetgyűlés nagy többsége elvetette Farkas Tibor indítványát. Október 21-én a parlamentben kezdték meg a felsőház vitáját; Farkas Tibor nyíltan jelentette ki, hogy: „Én a főrendiház megszüntetését, mint ahogy azt a javaslat tervezi, a legnagyobb mértékben ellenzem, mért ez lesiklás arról az egyenes útról, amelyen a régi nemzetgyűlés járt és a mostani is jár és azonkívül áldozatokat is jelent ez a reform, még pedig minden ellenérték nélkül. Szerintem a magyar alkotmány nem olyan gazdag intézményekben, hogy bármelyiket is nélkülözhesse és lehetetlenné tegye, hogy a jövőben az ország hasznára válhasson”.
1926. február 26-án megalakult az Agrárpárt; első elnöke és vezéralakja gyulai Gaál Gaszton (1868–1932), nagybirtokos, politikus, aki Farkas Tibor, gyulakeszi Forster Elek, és Reischl Richárd képviselőkkel együtt alapította meg. Farkas Tibor képviselő tevékeny munkát végzett a vármegye törvényhatósági bizottságában is, amely örökös tagjává választotta. Neve az 1927-ben felállt felsőház egyik lehetséges zalai delegáltjaként is felmerült, de ellenzéki gondolkodása miatt végül nem választották meg.

### Az 1926-27-es országgyűlési választási bukása
1926. december 10-én zajlott országszerte az országgyűlési képviselők választása. A zalaegerszegi országgyűlési kerületi képviselőségéért a legitimista Kray István báró, aki tulajdonképpen a Bethlen kormány jelölte volt, szembeszállt boldogfai Farkas Tiborral. A szavazás eredménye Kray István bárónak kedvezett: Kray István báró 4344, Farkas Tibor dr agrárpárti 3470. 
szavazatot kapott. Az eredményt nem elfogadva Farkas Tibor tiltakozott és hamarosan a pártok, mindkét oldal a helyi bírósághoz fordultak. Kérték, a választások érvénytelenítését és újabb kiírását.
A nagy elégedetlenség miatt végül 1927. május 31-én zajlott a második kör. A kormánypárti Kray István báró számára Zalaegerszegen az összes fogatok és számos autó állt rendelkezésére. Ezzel szemben Farkas Tibor pártja nagy nehézségekkel küzdött, különösen azért, mert a kerületnek csak nagyobb községeiben volt telefon, ez egységes pártnak viszont rendelkezésére áll az egész közigazgatás, a körjegyzőségek telefonállomásai és az a telefonhálózat, amelyet a katonai távírászok vontak a körjegyzőségek és az egyes községek között. A választási napjára 280 csendőrt vezényeltek a kerületbe, azonkívül egy század katonaság érkezett Nagykanizsáról a rend fenntartására.
Egyébként két nappal a választás előtt a felforrósodott helyzetet féltve, és az esetleges Kray István báró kormánypárti vesztességétől tartva gróf betleni Bethlen István miniszterelnök beavatkozott; 1927. május 27-én Zalaegerszegre utazott és beszédet tartott az Arany Bárány szálloda előtti téren, amellyel Krayt támogatta. A második körben az addig tartózkodók is Kray mellett szavaztak és így az 1927-es országgyűlési választáson lett a győztes Farkas Tiborral szemben. Kray István báró 7327, Farkas Tibor 5644 szavazatot kapott aznap; ezzel Farkas Tibor elvesztett a második körben is. Ezt nem fogadták el a vesztesek és hamarosan, a közigazgatási bíróság megkezdte a zalaegerszegi petíció érdemi tárgyalását. Zalaegerszegen tudvalevőleg Kray István báró egységespártit választották meg képviselővé és a választás ellen Farkas Tibor választói nyújtottak be terjedelmes petíciót; dr. Udvardy Jenő ügyvéd az élén, aki terjesztette elő a mandátumot támadók érdemi kifogásait. Az ügyvéd kérte, hogy a bíróság a választási törvény 103. szakasza alapján Farkas Tibort mondja ki Zalaegerszeg megválasztott képviselőjének, amennyiben pedig ennek a kérésnek nem ad helyet, akkor semmisítse meg a választást. Részletesen előadta az ügyvéd, hogy Bak községben a jegyzőkönyvek tanúsága szerint a megengedettnél sokkal hamarabb zárták le a szavazást és így 202 egyén nem szavazhatott le, a törvény 126. szakaszának második bekezdése értelmében. Sárhida községben hetvenegy, Bocfölde községben 174, Zalapalaka községben 51 szavazó nem szavazhatott le a hatórai szavazási idő be nem tartása miatt. Sárhida községben 16-an szavaztak Kray báróra, de a főjegyzőkönyvben 84 szavazót vettek a javára, tehát 68 szavazatot meghamisítottak, ami miatt bűnvádi eljárás is van folyamatban. A Kray báró elleni választásról szóló petícióval végül nem jutottak érdemes ügyre. Farkas Tibor kimaradt a választásból.
Az 1930-as évek közepe boldogfai Farkas Tibort a Gömbös Gyulával szembeszálló konzervatív táborban találta. Katolikus értelmiségiek, politikusok és egyházi személyek tiltakoztak Gömbös fasizáló politikája és a Nemzeti Egység Pártja térhódítása ellen. Az egész országot bejárta és gyakran idézett mondattá vált Farkas Tibor Esti Kurírban megjelent éles kritikája Gömbössel szemben: „Ez a kis ország nem engedheti meg magának azt a fényűzést, hogy cirkuszi führermutatványokban lelje kedvét!”, Farkas Tibor választói bázisa igazán heterogén volt, a társadalom valamennyi rétegéből kapott voksokat. Altisztek, értelmiségiek, kisiparosok és tisztviselők voltak köztük. 1930 októberében kezdődött egy izgalmas választási harc a pacsai kerületben, ahol Farkas Tibor versenyzett Andaházi Kasnya Béla egységespárti jelölttel szemben.

### A pacsai kerület országgyűlési képviselője
1930. október 12-én megalakult a Független Kisgazdapárt gyulai Gaál Gaszton vezetésével. A párt megalakulásakor Farkas Tibor és a többi Agárpárt alapító tagja is csatlakozott ehhez az új párthoz. A Független kisgazdapárt programjával újból választotta meg Farkas Tibort a zalamegyei pacsai kerület Andaházi Kasnya Béla ellenfelével szemben. 1930. október 15-én zajlott a választás; délután két órakor, összevéve a falvak szavazatait: Farkas Tibornak 2241, Kasnyának pedig 375 szavazata volt. Nemesszentandrás község egymaga 118 szavazatot juttatott Farkasnak, míg Kasnyának csak hetet, Nemessándorháza pedig 148-alt Farkasnak, míg Kasnyának csak 4-et. Délután három órakor az egész kerületben futótűzként terjedt el a hír, hogy a kormánypárt jelöltje, andaházi Kasnya Béla, meddőnek találta a küzdelmet és a biztos bukás elől csak úgy menekülhetett meg, hogy bejelentette a visszalépését. Ezt a hírt a választási elnök is megerősítette és így Farkas Tibor, ellenzéki képviselő lett a pacsai kerület egyhangúlag megválasztott képviselője. Farkas Tibort az 1931–1935. évi ciklusra a pacsai kerület országgyűlési képviselővé választották, a Független kisgazdapárt tagjaként, Gyulai Gaál Gaszton képviselő, és egyben Farkas Tibor jó barátja, 1931. augusztus 8-án délelőtt a Ferenc József laktanya lovardájában pisztolypárbajt vivott dr Szilágyi Lajos országgyűlési képviselővel. Szilágyi Lajos ugyanis Gaál Gaszton országgyűlési felszólalása után sértő kifejezéseket tett a független kisgazdák vezérére, amiért gyulai Gaál Gaszton, pozsonyi Eckhardt Tibor és boldogfai Farkas Tibor utján azonnal provokáltatta Szilágyit. Szilágyi Lajos viszont Dinich Ödönt és Rassay Károlyt provokáltatta két közbeszólás miatt. A párbaj feltételei kétszeri golyóváltás, közönséges párbajpisztolyokkal, 25 lépés távolság és 5–5 lépés avance. A felek mind a kétszer éltek a lövés jogával. Sebesülés nem történt. A párbaj után a felek nem békültek ki.
1932-ben elhunyt gyulai Gaál Gaszton és ezután Farkas Tibor hamarosan lépett ki a Független Kisgazdapártból. Farkas Tibor kilépő levelén azt jelentette ki, hogy „Meggyőződtem arról, hogy azokban a kérdésekben, melyekre nézve annak idején az agrárpárt és a független kisgazdapárt között megegyezés történt, köztem és a párt több tagja között nincs meg az összhang. Ezért tisztelettel bejelentem a pártból való kilépésemet“. Farkas Tibor dr. kilépése mind a megyei közéletben, mind az országos politikában nagy feltűnést keltett.
1934. október 7-én Székesfehérváron Farkas Tibor felszólalt a legitimista nagygyűlésen, amelyet a Szent István-teremben tartottak. Shvoy Lajos megyés püspök, Huszár Károly, Sigray Antal gróf és Zichy János gróf politikusokkal együtt. 1934 decemberében őrgróf Pallavicini György és Sigray Antal gróf, Farkas Tibor és Buchinger Manó képviselők a genfi vita és genfi eredmények parlamenti tisztázását követelték; Farkas Tibor jó barátságot ápolt Pallavicini őrgróffal, Zichy János gróffal és Sigray Antal gróffal. Valamennyi támadta a kormány külpolitikáját és gyökeres külpolitikai irányváltozást sürgetett támadva a kormány németbarát külpolitikáját.
1935. április 3-án a nagy népszerűségnek örvendő Farkas Tibor volt pártonkívüli ellenzéki képviselő, mérkőzött árvátfalvi Nagy Istvánnal, az egységes párt hivatalos jelöltjével a pacsai kerületért. A közhangulat Farkas Tibor megválasztása mellett szólt, de az egységes párt választási vezérkara mindent megtett, hogy ezt a közhangulatot a lehetőséghez képest ellensúlyozza. Farkas Tibor pártonkívüli 3505, Nagy István hivatalos egységes 4260 szavazatot szerzett. A zalaegerszegi kerületben senki nem számított arra, hogy Farkas Tibor pártonkívüli jelölt, a Zala megyei ellenzéki polgárság vezére, lemarad. Hamarosan jelentették fel, hogy Nagy István győzelmét kormány segítségével eszközölték ki, valamint csalássál szorgalmazták Farkas Tibor bukását. Ekkor Farkas Tibor kimaradt az 1935–1939. évi parlamenti ciklusból. Szeptember 10-én Zala vármegye közigazgatási bizottságának keddi ülésén Farkas Tibor interpellációt mondott el a Nemzeti Egység Pártja Zala megyei szervezkedéséről; szóvá tette, hogy a kormánypárt szervezkedési munkájában a községi és körjegyzőket igénybe veszi, pártpolitikai iratokat velük kézbesített. Azt kívánta Bődy Zoltán zalai alispántól, vizsgálja meg, hány főszolgabírói hivatalban tudtak erről, hogyan történt az egységespárti iratok iktatása, kiosztása és kézbesítése. Megengedhetetlennek tartja, hogy a községigazgatási bevonják a pártszervezésbe. Állítása szerint, „az önkormányzatnak őrködni kell azon, hogy hivatalos személyek ne teljesíthessenek pártpolitikai szolgálatot”. Farkas Tibor felszólalásában arra mutatott rá, hogy dr. Tabódy Tibor zalai főispán beszédében voltaképpen a mai kormányzati rendszert propagálja. Nem tartja megengedhetőnek, hogy az elnöki székből olyan politikai kijelentések hangozzanak el amelyek ellentétes politikai nézeteket érintenek. Nyomatékosan megállapította, „hogy törvényeink nem engedik meg a közigazgatás igénybevételét pártpolitikai célokra”. Vitéz Tabódy Tibor főispán kijelentette, hogy abban a formában, ahogy Farkas Tibor előadta, nincs tudomása ilyen esetekről. Természetes, hogy a nemzeti egység pártja a maga szervezését törvényes keretek között folytatja és folytatni is fogja. Meg kell érteni és ezt valószínűleg az interpelláló is száz százalékig aláírja, hogy nemzeti egységre szükség van, mert csak így tudjuk állami létünket fenntartani és az ország sorsát jobbrafordítani. A főispán szerint, „a Nemzeti Egység nem párt, hanem nagy felkészülés és összefogás a reformok keresztülvitelére. Ez a korszellemmel jár. Ha hibák történnek is a nemzeti egység szervezésénél, a vezetőket mindig a legjobb szándék tölti el és mindig az ország egyetemes érdekeit nézik”. Farkas Tibor viszontválaszában azt hangoztatta, hogy "a vármegye kövesse Deák Ferencet és alkalmazkodjék a törvényekhez. A törvény nem engedi meg, hogy a közigazgatási tisztviselők részt vegyenek a pártpolitikában". 1939-ben árvátfalvi Nagy István hivatalosan azt közölve, hogy nem indult jelöltnek a választáson mert nem kíván a Teleki-kormány és a kerület választó polgárai közé éket verni". Farkas Tibor ismét vállalt jelöltséget a pacsai kerületben; ezt a mandátumot se szerezte meg.
"Én király nélküli királyságot elképzelni nem tudok, mint ahogy nem tudok elképzelni arany pengőt sem arany nélkül és nem tudok elképzelni nemzeti egységet a lelkek egysége nélkül". Boldogfai dr. Farkas Tibor 1935-ben.

### Halála és megemlékezése
Farkas Tibort 1940. március 23-án vakbélgyulladással szállították be a zalaegerszegi kórházba, ahol műtétet is végeztek rajta, de ez már nem segített rajta; március 26-án hajnali 1 óra 45 perckor hashártyagyulladásban elhunyt Zalaegerszegen. Március 28-án csütörtökön délután 3 órakor helyezték örök nyugalomra az alsóbagodi temetőben lévő boldogfai Farkas családi sírboltban. Farkas Tibor halála után 1940. április 8-án Brand Sándor zalai alispán a vármegye közigazgatási bizottságának a közgyűlésén megemlékezett róla úgy, hogy: "A tragikus váratlansággal bekövetkezett haláleset előtt, amely Farkas Tibor dr. törvényhatósági bizottsági tagot az élők sorából kiragadta, tanácstalanul álltunk mindnyájan, mélységesen megindult lélekkel vettük körül koporsóját és osztoztunk a sorscsapástól mély fájdalommal sújtott bánatos család gyászában. Farkas Tibor dr. az ősi vármegyei intézménynek rajongója volt és önzetlen védelmezője az autonómiának. Bár életfelfogása és eszmevilága, a Monarchia idejéből áthozott alkotmányos felfogása többször ellentétbe került a mai kor haladó alkotmányos életének működésével és bár konzervatív felfogású volt, általában mégis tudott újszerű és haladó is lenni, ha látta, hogy ezt vármegyéjének érdeke is megkívánja. Megbecsülésre tarthat számot mindenkor az az erénye, hogy meggyőződésének útjáról semmiféle érdek el nem térítette és harcolt akkor is, ha egyedül maradt. Kár, hogy nem adatott meg neki a sorstól az, hogy, nagy műveltségét és tudását alkotó munkában gyümölcsöztethesse, de el kell ismernünk, hogy felszólalásai – főleg szakkérdésekben – vármegyénk közéletének értékes rugói voltak és távozásával értékes, puritán, önzetlen közéleti férfiút veszítettünk. Tartozom a kegyeletes megemlékezés alkalmából annak megállapításával is, hogy a közöttünk fennálló esetleges politikai ellentét soha sem képezte akadályát annak, hogy azokon felülemelkedve a vármegye és a köz érdekében megértőén és egymást megbecsülve együtt ne működhettünk volna Farkas Tibor dr.-ban nemcsak a közéleti férfiú elvesztését vállaljuk, hanem a vármegye egyik ősi családjának kiváló sarját is, akinek emléke őrökké élni fog közöttünk.

## Házassága és leszármazottjai

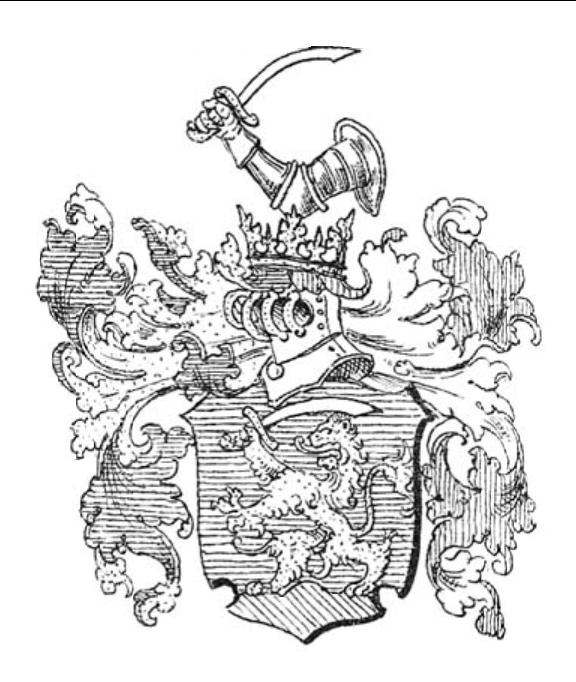
A pálfiszegi Pálffy család címere.

1929. december 28-án Pölöskefőn Farkas Tibor feleségül vette a Zala megyei nemesi pálfiszegi Pálffy család sarját, a nála 26 évvel fiatalabb pálfiszegi Pálffy Juditot (Pacsa, 1906. augusztus 20. – Nagykanizsa, 1993. november 27.), aki az Eszter Vilma Judit név alatt született. Farkas Tiborné Pálffy Judit szülei pálfiszegi Pálffy László Elek (Pölöskefő, 1872. március 6. – Pölöskefő, 1946. szeptember 16.), a pacsai főszolgabíró, földbirtokos és vései Véssey Ilona (Szőkedencs, 1882. február 1. – Pölöskefő, 1956. február 23.) voltak. Pálffy Judit apai nagyszülei pálfiszegi Pálffy Elek (1840–1895), földbirtokos és kiskoltai Koltay Karolin (1848–1873) voltak; az anyai nagyszülei véssei Véssey László (1852–1897), földbirtokos, és a nedecei Nedeczky családból való nedecei Nedeczky Emília (1859–1944) voltak. Véssey Lászlóné Nedeczky Emília szülei nedecei Nedeczky Zsigmond (1833–1859), földbirtokos és nemes Glavina Rozália (1839–1917) voltak; az anyai nagyszülei nemes Glavina Lajos (1806–1885) Zala vármegye főispánja, ügyvéd, országgyűlési képviselő, gelsei földbirtokos nemes Csertán Zsuzsanna (1807–1887) voltak. Az esküvői tanúk boldogfai Farkas Kálmán (1880–1944) főszolgabíró, felsőbagodi földbirtokos, és nemes Csertán Elek (1891–1937), földbirtokos voltak. Farkas Tibor és Pálffy Judit házasságából két gyermek született:
- boldogfai Farkas Elek Tibor László (Budapest, 1932. február 13.–Budapest, 2023. április 1.). Nőtlen.
- boldogfai Farkas Erzsébet Rozália Margit (Szombathely, 1933. szeptember 19.–Zalaegerszeg, 1982. szeptember 14.). Hajadon.

## Származása
| dr. boldogfai Farkas Tibor József Imre (Alsóbagod, 1883. április 14. – Zalaegerszeg, 1940. március 26.) politikus, országgyűlési képviselő, jogász, huszárkapitány, földbirtokos | Apja: boldogfai Farkas József (Alsóbagod, 1857. január 28. – Söjtör, 1951. október 17.) jogász, politikus, országgyűlési képviselő, földbirtokos | Apai nagyapja: boldogfai Farkas Imre János Lipót (Boldogfa, 1811. november 16. – Alsóbagod, 1876. május 25.) jogász, főszolgabíró, táblabíró, földbirtokos      | Apai nagyapai dédapja: boldogfai Farkas János Nepomuk (Boldogfa, 1774. június 6.- Alsóbagod, 1847. május 5.) jogász, táblabíró, zalai helyettes alispán, földbirtokos (Szülei: boldogfai Farkas János, Zala vármegye főjegyzője, Zala vármegyei Ítélőszék elnöke, táblabíró, földbirtokos és lovászi és szentmargitai Sümeghy Judit) |
| dr. boldogfai Farkas Tibor József Imre (Alsóbagod, 1883. április 14. – Zalaegerszeg, 1940. március 26.) politikus, országgyűlési képviselő, jogász, huszárkapitány, földbirtokos | Apja: boldogfai Farkas József (Alsóbagod, 1857. január 28. – Söjtör, 1951. október 17.) jogász, politikus, országgyűlési képviselő, földbirtokos | Apai nagyapja: boldogfai Farkas Imre János Lipót (Boldogfa, 1811. november 16. – Alsóbagod, 1876. május 25.) jogász, főszolgabíró, táblabíró, földbirtokos      | Apai nagyapai dédanyja: besenyői és velikei Skublics Angéla Cecília (Bessenyő, 1775. április 7.- Bagodvitenyéd, 1839. november 25.) (Szülei: besenyői és velikei Skublics János, táblabíró, földbirtokos és zalalövői Csapody Erzsébet)                                                                                              |
| dr. boldogfai Farkas Tibor József Imre (Alsóbagod, 1883. április 14. – Zalaegerszeg, 1940. március 26.) politikus, országgyűlési képviselő, jogász, huszárkapitány, földbirtokos | Apja: boldogfai Farkas József (Alsóbagod, 1857. január 28. – Söjtör, 1951. október 17.) jogász, politikus, országgyűlési képviselő, földbirtokos | Apai nagyanyja: Horváth Alojzia (Zalaegerszeg, 1831. április 12. – Alsóbagod, 1919. február 15.)                                                                | Apai nagyanyai dédapja: Horváth Imre (Zalaegerszeg, 1793. október 29. – Alsóbagod, 1865. június 22.) zalaegerszegi szíjgyártó (Szülei: Horváth András és Kerlin Erzsébet) |
| dr. boldogfai Farkas Tibor József Imre (Alsóbagod, 1883. április 14. – Zalaegerszeg, 1940. március 26.) politikus, országgyűlési képviselő, jogász, huszárkapitány, földbirtokos | Apja: boldogfai Farkas József (Alsóbagod, 1857. január 28. – Söjtör, 1951. október 17.) jogász, politikus, országgyűlési képviselő, földbirtokos | Apai nagyanyja: Horváth Alojzia (Zalaegerszeg, 1831. április 12. – Alsóbagod, 1919. február 15.)                                                                | Apai nagyanyai dédanyja: Prunner Rozália (Szombathely, 1797. december 27. – Alsóbagod, 1865. január 11.) (Szülei: Prunner Mihály és Petkó Erzsébet) |
| dr. boldogfai Farkas Tibor József Imre (Alsóbagod, 1883. április 14. – Zalaegerszeg, 1940. március 26.) politikus, országgyűlési képviselő, jogász, huszárkapitány, földbirtokos | Anyja: lovászi és szentmargitai Sümeghy Rozália (Söjtör, 1857. december 19. – Felsőbagod, 1924. március 27.)                                     | Anyai nagyapja: lovászi és szentmargitai Sümeghy Ferenc Imre (Söjtör, 1819. október 20.– Söjtör, 1869. május 25.) jogász, országgyűlési képviselő, földbirtokos | Anyai nagyapai dédapja: lovászi és szentmargitai Sümeghy József (Alsóbagod, 1757. március 20. – Söjtör, 1832. március 10.) jogász, Zala vármegye első alispánja, királyi tanácsos, földbirtokos (Szülei: nemes Sümeghy Ferenc táblabíró és pókafalvi Póka Marianna)                                                                  |
| dr. boldogfai Farkas Tibor József Imre (Alsóbagod, 1883. április 14. – Zalaegerszeg, 1940. március 26.) politikus, országgyűlési képviselő, jogász, huszárkapitány, földbirtokos | Anyja: lovászi és szentmargitai Sümeghy Rozália (Söjtör, 1857. december 19. – Felsőbagod, 1924. március 27.)                                     | Anyai nagyapja: lovászi és szentmargitai Sümeghy Ferenc Imre (Söjtör, 1819. október 20.– Söjtör, 1869. május 25.) jogász, országgyűlési képviselő, földbirtokos | Anyai nagyapai dédanyja: Málits Róza (Türje, 1791. augusztus 31. – Söjtör, 1851. április 22.) (Szülei: Málits György, türjei falusi mészáros, és Lochner Anna) |
| dr. boldogfai Farkas Tibor József Imre (Alsóbagod, 1883. április 14. – Zalaegerszeg, 1940. március 26.) politikus, országgyűlési képviselő, jogász, huszárkapitány, földbirtokos | Anyja: lovászi és szentmargitai Sümeghy Rozália (Söjtör, 1857. december 19. – Felsőbagod, 1924. március 27.)                                     | Anyai nagyanyja: séllyei Séllyey Magdolna Rozália Mária Krisztina (Szentpéterúr, 1822. március 7.– Söjtör, 1901. november 23.)                                  | Anyai nagyanyai dédapja: séllyei Séllyey Elek (Alsópusztakove, 1788. október 8. -Söjtör, 1850. május 17.) zalai alispán, táblabíró, földbirtokos (Szülei: séllyei Séllyey János, táblabíró, alszolgabíró, földbirtokos és komori Bedekovich Magdolna)                                                                                |
| dr. boldogfai Farkas Tibor József Imre (Alsóbagod, 1883. április 14. – Zalaegerszeg, 1940. március 26.) politikus, országgyűlési képviselő, jogász, huszárkapitány, földbirtokos | Anyja: lovászi és szentmargitai Sümeghy Rozália (Söjtör, 1857. december 19. – Felsőbagod, 1924. március 27.)                                     | Anyai nagyanyja: séllyei Séllyey Magdolna Rozália Mária Krisztina (Szentpéterúr, 1822. március 7.– Söjtör, 1901. november 23.)                                  | Anyai nagyanyai dédanyja: nemes Csertán Rozália (Nemesszer, 1794. december 28. - Söjtör, 1855. január 13.) (Szülei: nemes Csertán Károly, táblabíró, főszolgabíró és nemes Vargha Rozália) |